# Acquatec
Acquatec Indústria e Comércio war ein brasilianischer Hersteller von Automobilen.

## Unternehmensgeschichte
Das Unternehmen hatte seinen Sitz in São Paulo. 1983 begann in einem Werk in Volta Redonda die Produktion von Automobilen. Der Markenname lautete Acquatec. 1986 endete die Produktion. Só Buggy übernahm die Bauformen.

## Fahrzeuge
Das erste Modell war der VW-Buggy Vega. Allerdings hatte er einen Rohrrahmen anstelle des für Buggies typischen Fahrgestells vom VW Käfer. Die vorderen Scheinwerfer waren eckig und stammten vom Fiat 147.
1985 ergänzte ein Baja Bug das Sortiment. Dies war ein VW Käfer, bei dem die vordere und hintere Haube sowie die Kotflügel durch anders geformte Teile aus Fiberglas ersetzt wurden. Diese Maßnahme ergab eine erhöhte Geländetauglichkeit und ein anderes Aussehen. Der originale Vierzylinder-Boxermotor trieb die Fahrzeuge an.